# Bois de rempart
Agarista salicifolia
Espèce
Le bois de rempart (Agarista salicifolia) est une espèce de plantes à fleurs de la famille des Éricacées. C'est un arbuste originaire de l'Afrique tropicale. 
Toutes les parties de la plante sont extrêmement toxiques et peuvent tuer le bétail. Appliqué contre une simple écorchure, le bois provoquerait une sensation de brûlure.

## Distribution
Son genre (Agarista) est originaire d'Afrique tropicale, où il est répandu sur les hauts plateaux. Il y est représenté par de nombreuses formes qui sont vraisemblablement autant de variations d'une seule espèce polymorphe.
On la rencontre notamment à l'île Maurice, mais pas sur l'île Rodrigues. À La Réunion, où elle est présentée comme endémique de l'île, ou au moins des Mascareignes, elle est pionnière des coulées de lave du Piton de la Fournaise. La variété salicifolia y est appelée bois cabri.

## Description
Le bois de rempart est un arbuste à tiges ramifiées et bourgeons foliaires rougeâtres. Son écorce est grisâtre et est très crevassée sur les spécimens âgés. Il ne dépasse pas souvent les huit mètres, étant très concurrencé dans les forêts denses par des espèces mieux adaptées.

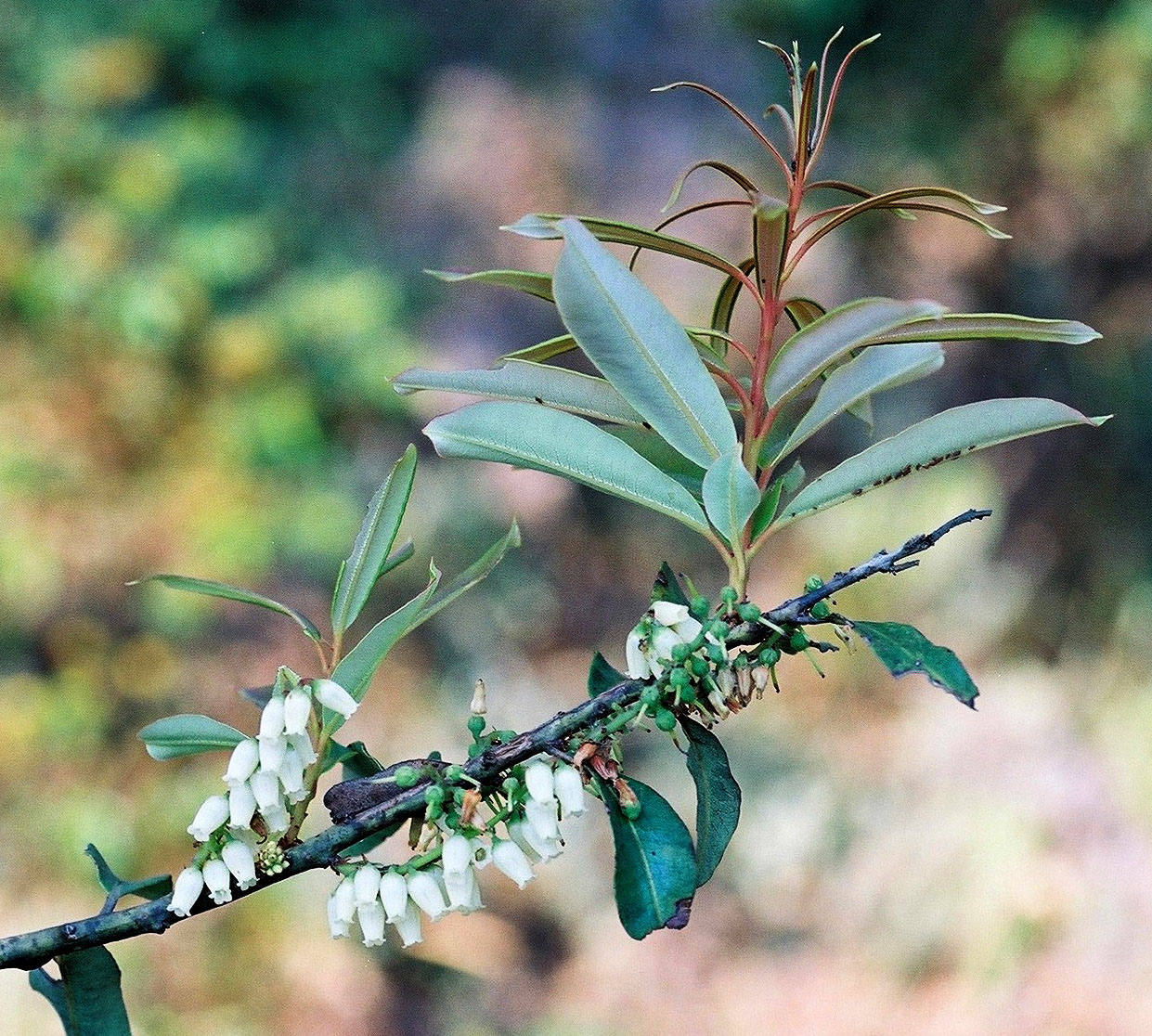
Feuilles, fleurs et graines de bois de rempart.
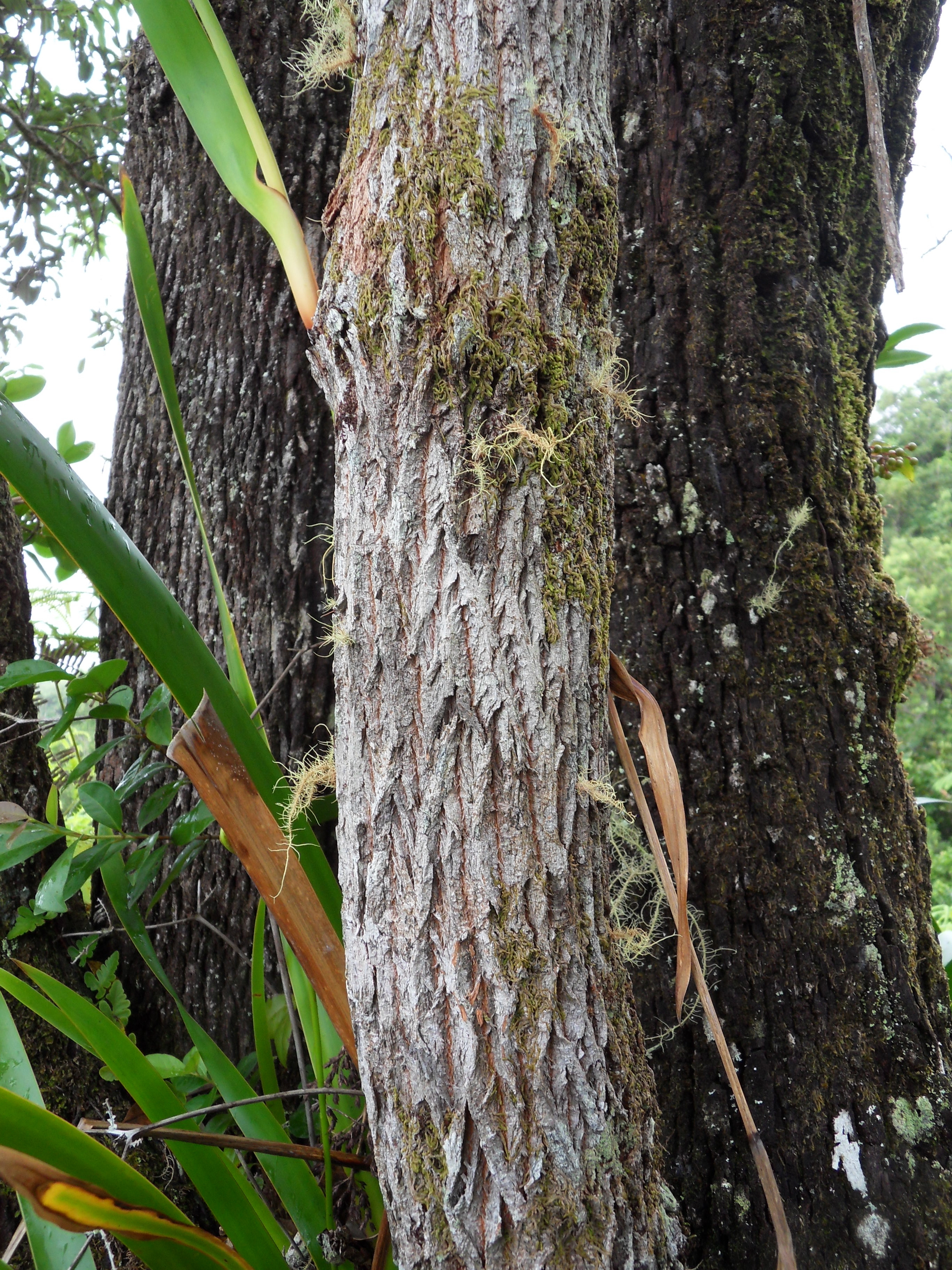
Tronc (hauts de Bras-Panon, sur l'île de La Réunion).

## Utilisation
Bien que toxiques, les feuilles et les graines seraient utilisées contre les éruptions comme l'eczéma et en cas de gale. Les branches serviraient aussi à traiter les rhumatismes et à soigner les plaies en général.
D'un point de vue agricole, la plante présente l'intérêt d'être insecticide et de stabiliser les sols.
Le bois peut être utilisé pour la construction, mais sa qualité est médiocre. On s'en sert davantage pour fabriquer du charbon de bois.